# Царёв, Руслан Алимжанович
Руслан Алимжанович Царёв (род. 16 июля 1991, Тараз, Казахстан) —  киргизский борец классического стиля. Мастер спорта международного класса Кыргызской Республики по греко-римской борьбе, чемпион Азии и неоднократный призёр чемпионата Азии, бронзовый призёр индивидуального Кубка мира, участник Олимпийских игр.

## Биография
Руслан Царев родился в городе Тараз, Казахстан. В раннем детстве с мамой и младшим братом Романом переехали в Бишкек, Кыргызстан.

## Спортивная карьера
Борьбой начал заниматься с 2004 года. Первый тренер Фархад Ушуров. В 2010 году завоевал серебро чемпионата Азии (Джакарта, Индонезия) среди юниоров, в уже 2014 году в Астане (Казахстан) стал чемпионом Азии среди взрослых. 2015 (Доха, Катар) и 2021 (Алматы, Казахстан) году стал серебряным медалистом чемпионата Азии, 2016, 2019, 2020 году завоевал бронзовую медаль чемпионата Азии. В 2016 году на Олимпийском квалификационном турнире в Турции (Стамбул) стал финалистом и завоевал путевку на ОИ в Рио. На Олимпийских играх в Рио занял лишь семнадцатое место. 2017 году стал серебряным призёром Исламских Игр в Баку в весовой категории до 71 кг. А в 2020 году стал бронзовым призёром Индивидуального Кубка мира в Белграде.

## Спортивные достижения
- 2015 год Вехби Эмре и Хамит Каплан (Стамбул, Турция) — до 71 кг бронза
- 2016 год Вехби Эмре и Хамит Каплан (Стамбул, Турция) — до 71 кг бронза
- 2016 год Голден Гран-При (Баку, Азербайджан) — до 75 кг бронза
- 2017 год Дан Колов и Никола Петров (Русе, Болгария) — до 72 кг серебро
- 2019 год Дан Колов и Никола Петров (Русе, Болгария) — до 72 кг бронза

https://olympics.com/ru/athletes/ruslan-tsarev